# (37601) Vicjen
(37601) Vicjen (1992 GC1) – planetoida z pasa głównego asteroid okrążająca Słońce w ciągu 3,41 lat w średniej odległości 2,26 j.a. Odkryta 3 kwietnia 1992 roku.